# Classe Cyclone (torpediniera)
Le torpediniere della Marine nationale francese classe Cyclone, composta da 5 unità, erano derivate dall'unità sperimentale Forban. Questa classe fu acquistata dalla Marina imperiale giapponese che ne fece realizzare quattro unità come Classe Hayabusa.

## Storia
Dopo la costruzione della torpediniera sperimentale Forban, avvenuta presso i Chantiers et Ateliers Augustin Normand di Le Havre, la Marine nationale, soddisfatta dalla prestazioni ottenute da questa unità ordinò la realizzazione di una nuova torpediniera, designata Cyclone, che diede vita all'omonima classe che comprendeva ulteriori quattro unità di dimensioni leggermente più grandi.  Tre furono costruite dai Chantiers et Ateliers Augustin Normand di Le Havre e due dai Chantiers et Ateliers de la Gironde di Bordeaux. Il loro scafo, appositamente progettato per ridurre le vibrazioni, era realizzato in acciaio al nickel, e la loro autonomia massima era pari a 2.000 miglia nautiche alla velocità di 10 nodi.

## Descrizione tecnica
Il dislocamento delle ultime quattro unità (Bourrasque, Rafale, Borée, e Tramontane) era pari a 165 tonnellate a pieno carico, mentre le loro dimensioni raggiungevano i 46,57 m di lunghezza, i 4,78 m di larghezza con un pescaggio di 1,50 m. 
L'apparato propulsivo era composto da 2 caldaie Normand, azionanti due eliche, che erogavano una potenza di 4200 hp (3.800 hp sulle ultime quattro unità) che consentiva di raggiungere una velocità massima di 29 nodi.  La capacità di combustibile variava dalle 17 t di carbone della Cyclone alle 25 delle altre quattro unità. L'armamento si basava su 2 cannoni a tiro rapido da 47/40 Mle.1885, e 3 tubi lanciasiluri da 380 mm, che furono poi ridotti a due.

## Impiego operativo
Tutte e cinque le unità prestarono servizio durante la prima guerra mondiale, assegnate alla difesa portuale, e vennero successivamente demolite tra il 1920 e il 1923.
La Cyclone raggiunse alle prove una velocità massima di 30,38 nodi, e durante la prima guerra mondiale prestò servizio nella difesa portuale della rada di Algeri, in Algeria. 
La Bourrasque raggiunse alle prove una velocità massima di 31,94 nodi, e durante la prima guerra mondiale prestò servizio nella difesa portuale della rada di Bizerta, in Tunisia. Si trovava in pattugliamento con il sommergibile Ariane quando quest'ultimo fu affondato con due siluri dal sommergibile tedesco UC-22.
La Rafale raggiunse alle prove una velocità massima di 31,41 nodi, e durante la prima guerra mondiale prestò servizio presso la flottiglia di Dunkerque. Affondò accidentalmente in porto a causa dell'esplosione di una bomba di profondità il 1 dicembre 1917, ma fu recuperata e riparata.
La Borée raggiunse alle prove una velocità massima di 29,01 nodi, e durante la prima guerra mondiale prestò servizio presso il porto di Brindisi, in Italia tra il 1915 e il 1916. Nel 1918 fu assegnata alla difesa portuale della rada di Tolone. 
La Tramontane raggiunse alle prove una velocità massima di 29,72 nodi, e durante la prima guerra mondiale prestò servizio presso la flottiglia di Dunkerque tra il 1914 e il 1915. In seguito prestò servizio presso la difesa portuale della rada di Algeri.

## Unità
| Nome       | Stato              | Cantiere navale                                    | Impostazione   | Varo             | Ingresso in servizio | Radiazione finale |
| ---------- | ------------------ | -------------------------------------------------- | -------------- | ---------------- | -------------------- | ----------------- |
| Cyclone    | radiata e demolita | Chantiers et Ateliers Augustin Normand di Le Havre | novembre 1896  | 21 maggio 1898   | 1899                 | 1 ottobre 1920    |
| Bourrasque | radiata e demolita | Chantiers et Ateliers Augustin Normand di Le Havre | giugno 1899    | 31 agosto 1901   | 1902                 | settembre 1921    |
| Rafale     | radiata e demolita | Chantiers et Ateliers Augustin Normand di Le Havre | luglio 1900    | 27 novembre 1901 | 1902                 | 4 aprile 1921     |
| Borée      | radiata e demolita | Chantiers et Ateliers de la Gironde di Bordeaux    | 1900           | 23 marzo 1901    | 1901                 | ottobre 1920      |
| Tramontane | radiata e demolita | Chantiers et Ateliers de la Gironde di Bordeaux    | 9 ottobre 1899 | 21 maggio 1901   | 1902                 | ottobre 1920      |

### Fonti
1. 1 2 3 4  Couhat 1974, p. 124.
2. ↑  Navypedia.
3. 1 2  Naval Encyclopedia.
4. 1 2  Couhat 1974, p. 125.
5. 1 2 3 4 5 6  Couhat 1974, p. 126.